# Дабатуй
Даба́туй (бур. Дабhатай) — улус в Бичурском районе Бурятии. Входит в сельское поселение «Шибертуйское».

## География
Расположен на речке Дабатуй (бур. Дабhатай — «солёная», левый приток реки Заган, правого притока Хилка), в 15 км к северу от места впадения Загана в Хилок, в 46 км к северо-востоку от районного центра, села Бичура, в 6 км к востоку от центра сельского поселения — улуса Шибертуй. Находится на автодороге местного значения на улус Хонхолой в 3 км юго-восточнее её ответвления от региональной автодороги Р441 Мухоршибирь — Бичура — Кяхта.

## Население
| 2002 | 2010 |
| ---- | ---- |
| 323  | ↘313 |